# Pietracupa
Pietracupa község (comune) Olaszország Molise régiójában, Campobasso megyében.

## Fekvése
A megye keleti részén fekszik. Határai: Bagnoli del Trigno, Duronia, Fossalto, Salcito és Torella del Sannio.

## Története
Első említése 1269-ből származik, amikor Ugo di Brianzio birtoka volt. A következő századokban különböző nemesi családok birtoka volt. A 19. században nyerte el önállóságát, amikor a Nápolyi Királyságban felszámolták a feudalizmust.

## Népessége
A népesség számának alakulása:

## Főbb látnivalói
- Sant’Antonio Abate-templom